# Mănăstirea Ciolpani
Mănăstirea Ciolpani este o mănăstire situată în localitatea Runcu, Buhuși, spre vestul dealului Runc. Adăposteste o parte din Sfintele Moaște ale Sfântului mucenic Emilian de la Durostorum, purtând și hramul acestuia, care se sărbătorește la 18 iulie. Este mănăstire de maici.
Se spune că schitul inițial a fost ridicat de sulițașul Ciolpan care s-a și călugărit aici în vremea lui Petru Șchiopu, (care a fost domn al Moldovei în 1574-1579 și 1581-1591). Acest schit s-a păstrat până în 1730, după care Teodosie Cantacuzino a zidit pe acel loc o bisericuță din lemn care mai există și astăzi. Lăcașul monahal a fost desființat în 1959, recăpătându-și statutul în 1992. 

## Imagini

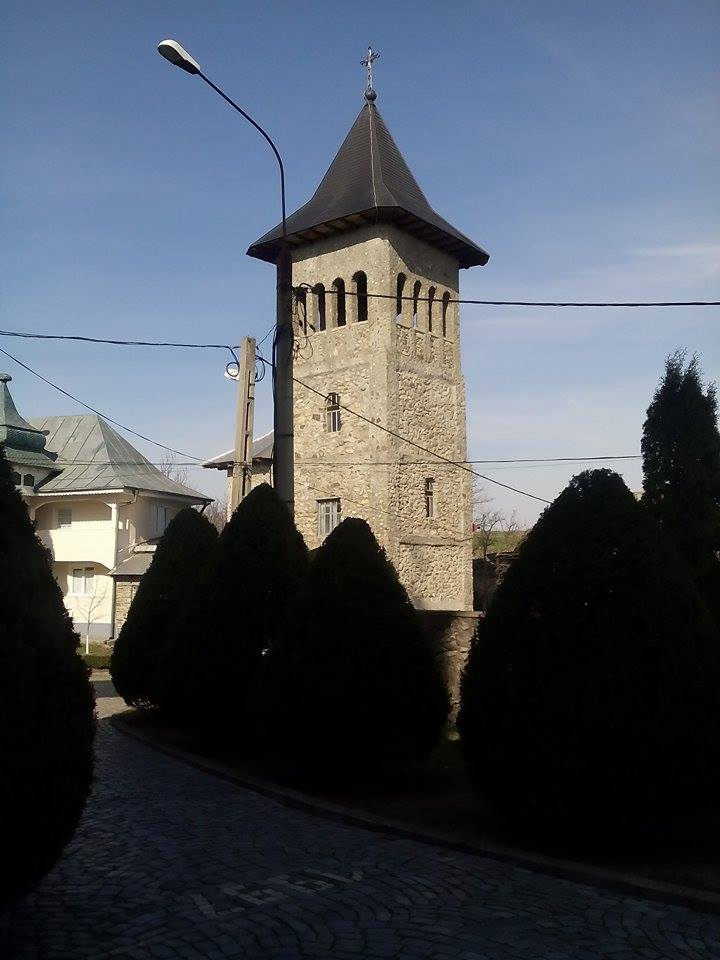
clopotnița
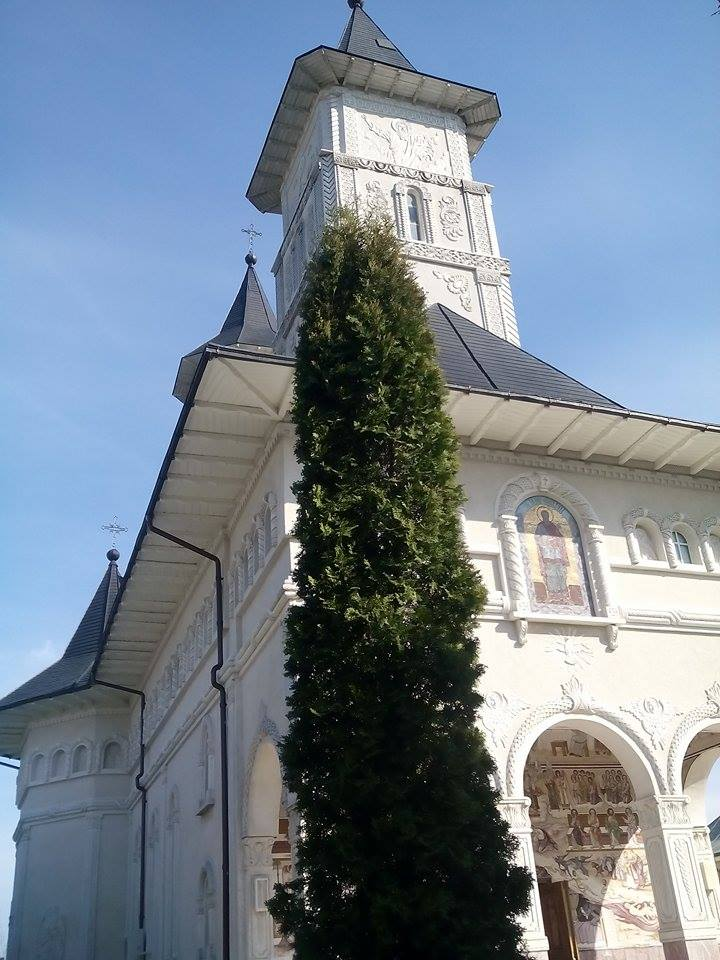